# Damarwulan

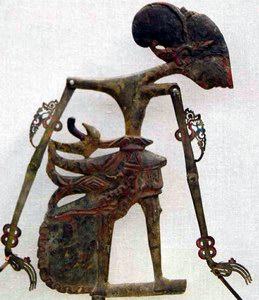
Marionnette de wayang klitik représentant Damarwulan.

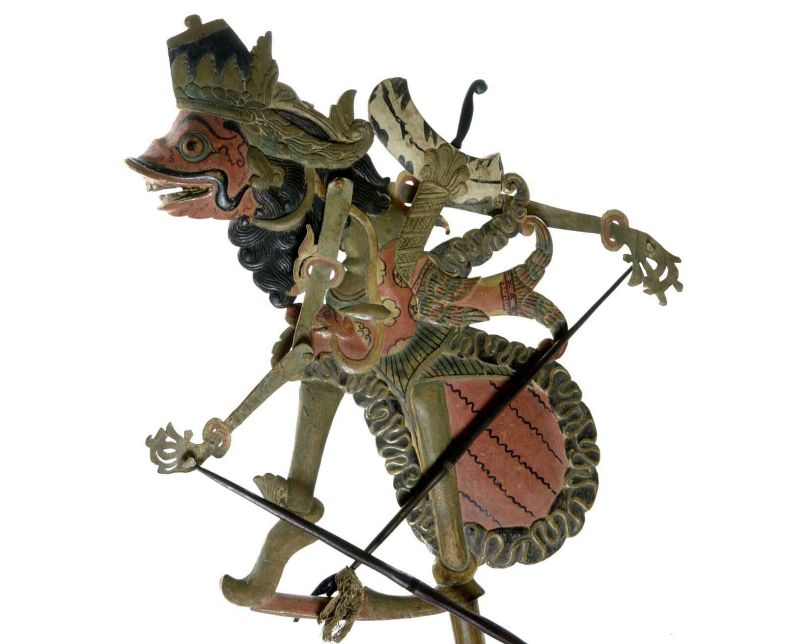
L'ennemi de Damarwulan, Menak Jingga.

Damarwulan est un héros légendaire javanais qui apparaît dans un cycle d'histoires (le "cycle de Panji") utilisé pour des spectacles de wayang klitik, de langendriyan ou du théâtre populaire ketoprak. Particulièrement populaires à Java oriental, ces histoires relatent la lutte entre le royaume de Majapahit et la Principauté de Blambangan.

## Source de la traduction
- (en) Cet article est partiellement ou en totalité issu de l’article de Wikipédia en anglais intitulé « Damarwulan » (voir la liste des auteurs).